# قرار مجلس الأمن التابع للأمم المتحدة رقم 110
قرار مجلس الأمن التابع للأمم المتحدة رقم 110، المعتمد في 16 ديسمبر 1955، على ضوء مادة في ميثاق الأمم المتحدة، تنص على أنه إذا لم يتم عقد مؤتمر عام لأعضاء الأمم المتحدة بغرض مراجعة الميثاق قبل انعقاد الدورة السنوية العاشرة للجمعية العامة، سيعقد هذا المؤتمر إذا تقرر ذلك بأغلبية أصوات الجمعية العامة وأي سبعة أعضاء في مجلس الأمن. وبعد النظر في قرار الجمعية العامة للأمم المتحدة رقم 992، تقرر عقد مؤتمر لمراجعة الميثاق.
تمت الموافقة على القرار بتسعة أصوات مؤيدة. صوت الاتحاد السوفياتي ضد النص وامتنعت فرنسا عن التصويت.